# Okinošima (ostrov)
Okinošima (japonsky 沖ノ島) je japonský ostrůvek na jihozápadě Japonského moře u vstupu do Cušimského průlivu. Je poměrně izolovaný, vzdálen 55 kilometrů od pobřeží Kjúšú a 65 kilometrů od pobřeží Cušimy. Z hlediska správy náleží k městu Munakata v prefektuře Fukuoka. Jeho délka je 1,5 kilometru, šířka nepřesahuje kilometr a celková rozloha je jen 97 hektarů.
Celý ostrov je šintoistickou svatyní, mají sem zakázán vstup ženy a jediným trvalým obyvatelem ostrova je správce svatyně. Od roku 2017 je ostrov a další památky ve městě Munakata součástí světového kulturního dědictví UNESCO. Jako posvátné místo funguje minimálně od 4. století. Během náboženských obřadů byly na ostrově ponechávány jako oběti různé předměty. Některé z nich pocházejí ze zámoří, což je důkazem kulturní výměny mezi Japonskem, Korejským poloostrovem a asijským kontinentem již za raného středověku.